# Couleur physique
On appelle couleurs physiques généralement toutes celles qui ne sont pas des couleurs chimiques. Couleur signifie dans ce cas chromaticité, écart par rapport aux gris. L'expression couleur chimique se réfère à l'art de la teinture, d'où est sortie au XIXe siècle, l'industrie chimique.
La réfraction, qui produit les couleurs prismatiques comme celles de l'arc-en-ciel, la diffusion des ondes qui cause la couleur du ciel, l'arrangement régulier de matériaux d'une taille comparable à la longueur d'onde de la lumière, à l'origine de la couleur structurelle, donnent des couleurs physiques.
L'opposition entre couleurs physiques et couleurs chimiques date des polémiques survenues après que l'Opticks d'Isaac Newton, basée sur les rayons lumineux colorés, est venue contredire les notions des praticiens des matières colorantes, peintres et teinturiers. La composition des couleurs par mélange de colorants ne produit pas les effets qu'on attendrait selon le mélange de radiations lumineuses. Goethe s'appuiera sur sa perception des couleurs et celles de ces professionnels pour s'opposer aux physiciens dans son Traité des couleurs. Dans ce débat acerbe, les couleurs physiques sont les rayonnements qui se comportent comme l'indique Newton, les couleurs chimiques, les matières qui se combinent comme le veulent les coloristes.
Les couleurs chimiques comprennent toutes les substances colorants, teintures et pigments. L'étude fine des pigments a montré que les phénomènes physiques ne sont pas complètement étrangers à leur couleur. Leur opacité dépend de la taille des particules et de leur indice de réfraction. Leur teinte exacte dépend parfois, comme dans le cas du bleu outremer de la forme des particules.